# Came (mécanique)
Pour les articles homonymes, voir Came.

En jaune, came radiale à profil extérieur.

Arbre à cames.

Une came est une face mécanique permettant de piloter le déplacement d'une pièce. Il s'agit d'une pièce roulant (ou glissant) sur une autre pièce ; c'est donc une déclinaison du plan incliné (machine simple). La came permet de générer des mouvements alternatifs.
Le profil de la came constitue le programme, la mémoire de mouvement enregistré. Il s'agit en général d'une forme complexe.

## Exemples
La solution la plus répandue est constituée d'un cylindre de rayon variable entraîné en rotation par un arbre. La pièce en contact avec le profil de la came, le suiveur, est alors mis en mouvement.
Une association de cames solidaires d'un même arbre s'appelle un excentrique, et sa déclinaison la plus courante, un arbre à cames. Il est utilisé dans la majorité des moteurs à combustion interne.
Avant l'utilisation des machines à commandes numériques, l'usage des cames (en particulier sur les tours) constituait le seul recours à la production en série de formes complexes et variées (décolletage) : par exemple des barreaux de chaise. Dans le cas de la reproduction d'une clef de serrure, la clef originale sert de came qui guide l'ébauche de clef par rapport à la meule.
Le sélecteur de rapports sur une boîte de vitesses de motocyclettes est un disque disposant d'autant de cames que de fourchettes à commander (souvent 3). La même technologie est employée sur les machines-outils conventionnelles.
Le Velosolex 3800 est équipé d'une poignée tournante avec came permettant de ralentir sans actionner le frein. La poignée contient un curseur qui joue sur l'échappement des gaz permettant de ralentir et d'accélérer.
De même, le sillon d'un disque vinyle constitue une came qui impose au diamant suiveur un mouvement en rapport avec l'information sonore enregistrée. Chaque disque est un programme différent.

Roue libre à rouleaux.

Dans une roue libre à rouleaux, la partie centrale est une came sur laquelle roule le rouleau coinceur. Dans le référentiel, le système se verrouille lorsque le pignon de la roue arrière tourne dans le sens de l'avancement de la bicyclette, c'est-à-dire que l'axe-came, la pièce, bleue tourne dans le sens horaire sur le schéma ci-contre. Plaçons nous maintenant dans le référentiel du pignon, donc de l'axe-came ; le moyeu (pièce en vert dans la figure ci-contre) tourne dans le sens anti-horaire et entraîne les rouleaux (en rouge) par frottement. Le rouleau roule sur la came et se rapproche du moyeu, ce qui crée un coincement par arc-boutement et donc un verrouillage de la liaison.

## Types de cames

Trois types de suiveurs, de gauche à droite : came à sabot, à galet et à plateau.

Came disque à profil extérieur (gauche), came disque à profil intérieur (milieu), came cylindrique (droite).

Came à rainure.

On peut classer les cames en plusieurs familles :
- selon le système suiveur
  - came à sabot (tige arrondie) ;
  - came à galet ;
  - came à plateau.

- selon la direction de l'effort
  - came disque ou came à transmission radiale : la came est en rotation par rapport au support du suiveur, l'effort est radial (perpendiculaire à l'axe de rotation) ;
    - came à profil extérieur : engendre un effort centrifuge ;
    - came à profil intérieur : engendre un effort centripète ;

  - came cylindrique, came cloche, came à tambour, came à transmission axiale : la came est en rotation par rapport au support du suiveur, et l'effort est parallèle à l'axe ;
  - came hélicoïdale ;

La vis sans fin est une forme de came cloche, de même que la vis du système vis-écrou.
- autres types
  - came à rainure (profil intérieur et extérieur) ;
  - came de forme ;
  - cames conjuguées.

## Contact came/suiveur
Le contact doit être continu pour éviter les chocs, vibrations et bruits. Le suiveur est généralement maintenu en contact par un ressort. C'est le rôle du ressort de soupape dans le cas de l'arbre à cames dans les moteurs à combustion interne. Dans le cas de cames conjuguées, chacune des cames pousse légèrement en opposition par rapport à l'autre, ce qui assure un contact permanent des deux galets avec leurs cames respectives.
Le mouvement est transmis par contact direct (frottement) ou indirect (par l'intermédiaire d'un galet). Le contact direct induit un couple résistant sur la came dû au frottement entraînant alors une perte d'énergie dissipée sous forme de chaleur dans les deux pièces en contact. La tribologie étudie ces interactions entre différentes surfaces. L'utilisation d'un galet permet d'augmenter le rendement de ce système de transmission en réduisant les frottements, mais pose un problème d'encombrement.

## Aspect cinématique
C'est la loi de mouvement (ou équation de mouvement) que l'on désire qui détermine le profil de la came. Le cahier des charges prévoit en général que l'on doit faire un mouvement d'une amplitude x en une durée t, l'amplitude pouvant être un déplacement linéaire (le suiveur se translate) ou angulaire (le suiveur est sur pivot). Cela doit se faire en limitant :
- la vitesse : un mouvement rapide implique une consommation d'énergie importante (l'énergie cinétique croît selon la vitesse au carré), un échauffement (par frottement) et une usure des guidages (rails, galets, paliers) ;
- l'accélération : une accélération importante implique des efforts importants (selon le principe fondamental de la dynamique) et donc des déformations et des contraintes élevées ;
- l'à-coup : un à-coup important implique des secousses et vibrations, source d'usure et de bruits.

Cette loi de mouvement permet de définir la trajectoire du centre du galet, du sabot ou du plateau. Dans le cas d'une came disque, on a intérêt à exprimer l'équation du mouvement en coordonnées polaires, et dans le cas d'une came cylindre, en coordonnées cylindriques.
Le profil de la came est obtenu par un produit de convolution de cette courbe par la forme du suiveur. Concrètement, avec la notion de chaîne numérique (traitement numérique de la conception à la fabrication par une machine-outil à commande numérique), on procède plutôt à une résolution graphique : la courbe est importée dans un logiciel de dessin assisté par ordinateur, les éléments suiveurs sont placés à intervalles réguliers, et l'on en extrait le profil de la came sous la forme d'une suite de points qui sont ensuite envoyés vers un logiciel de simulation d'usinage.
Pour des raisons évidentes, le profil de la came ne peut pas présenter de marche, ce qui provoquerait une dégradation du suiveur. Du fait de la convolution, la trajectoire du centre du suiveur ne présentera de toute manière jamais de marche ; cela correspondrait à de la téléportation (changement instantané de la position). D'un point de vue analytique, la fonction décrivant le profil de la came doit être continue.
La pente de la came ne doit pas non plus présenter d'angle vif. Du fait de la convolution, la trajectoire du centre du suiveur ne présentera de toute manière jamais d'angle vif ; cela correspondrait à un choc (changement instantané de l'accélération). D'un point de vue analytique, la fonction décrivant le profil de came doit être dérivable, et si le suiveur est un galet ou un sabot, le rayon de courbure minimal est le rayon du suiveur.
Pour limiter l'à-coup, la courbure du profil de la came doit être continue. D'un point de vue analytique, la dérivée seconde de la fonction décrivant le profil de came doit être continue, donc cette fonction doit être de classe C2.
Pour éviter les chocs, le profil de la came doit nécessairement être une fonction de classe C1, avec un rayon de courbure supérieur au rayon du suiveur si c'est un galet ou un sabot. Pour limiter l'à-coup, il est recommandé qu'elle soit de classe C2. Dans le cas d'une came à plateau, le profil est nécessairement convexe avec un rayon de courbure fini.

## Aspect dynamique

Représentation des actions dynamiques d'un système came/suiveur.

Les efforts de contact suiveur/galet dépendent de l'effort de plaquage du galet sur la came, qui est de type statique (typiquement ressort de compression), de l'effort nécessaire pour accélérer le système, et de l'éventuelle charge (si le système pilote un effecteur, un outil effectuant un travail). Si l'on néglige la résistance au roulement du galet ou le frottement de sabot ou du plateau, le vecteur force est normal au profil de la came au point de contact.